# Pravo privrednih društava
Pravo privrednih društava je grana prava kojom se uređuju društva, odnosno privatnopravna udruženja osoba stvorena pravnim poslom radi ostvarivanja zajedničkog cilja.

## Privatnopravna udruženja u srpskom pravnom sistemu
U srpskom pravnom sistemu postoji ograničeni broj privrednih društava (лат. numerus clausus - zatvoreni broj), što znači da postoji tačno određen broj oblika društava koji su propisani zakonom, te se ne bi moglo osnovati privredno društvo koje ne bi bilo propisano zakonom.
U Republici Srbiji postoje sledeća udruženja osoba:
- partnerstvo (naziva se još i društvom građanskog prava)
- zadruga
- zadružni savez
- udruženje
- tajno društvo
- javno trgovačko društvo
- komanditno društvo
- ekonomsko interesno udruženje
- deoničarsko društvo
- društvo s ograničenom odgovornošću
- društvo za uzajamno osiguranje

Temeljna podela privrednih društava je na:
- društvo osoba - ona se temelje na osobama koje ih čine, što znači da je u njima važno ko su članovi društva. Društva osoba su: partnerstvo, zadruga, zadružni savez, udruženje, tajno društvo, javno trgovačko društvo, komanditno društvo, ekonomsko interesno udruženje. Članovi društva osoba odgovaraju celom svojom imovinom.
- društvo kapitala - to su društva koja imaju temeljni kapital, te je za njihovo osnivanje potreban određen iznos kapitala. Društva kapitala su: deoničarsko društvo, društvo s ograničenom odgovornošću, društvo za uzajamno osiguranje. Članovi društava kapitala odgovaraju samo do visine svojih uloga.